# Торрес, Хосе Франсиско
Хосе́ Франси́ско То́ррес Ме́ссель (исп. José Francisco Torres Mezzell; 29 октября 1987, Лонгвью, Техас, США) — американский футболист, полузащитник клуба «Рио-Гранде Валли Торос». Выступал за сборную США. Имеет двойное гражданство, США и Мексики.

## Клубная карьера
Хосе Франсиско Торрес родился в семье мексиканского отца и американской матери.
Торрес начал свою карьеру игрока, выступая за команду средней школы Техаса, где его игру заметили скауты клуба «Пачука», с которым Торрес подписал контракт. 29 октября 2006 года Торрес дебютировал в составе «Пачуки» в матче чемпионата Мексики с клубом «Толука». Торрес быстро завоевал место в основном составе клуба, вытеснив из него Габриэля Кабальеро.
Торрес участвовал в составе «Пачуки» на клубном чемпионате мира, где провёл все 3 игры, и в чемпионате Интерлиги, где «Пачука» проиграла по пенальти «УНАМ Пумасу», но благодаря этому выходу в финал смогла квалифицироваться на Кубок Либертадорес.
23 ноября 2012 года было объявлено о переходе Торреса в «УАНЛ Тигрес».
Сезон 2018/19 провёл в аренде в «Пуэбле».
25 ноября 2020 года Торрес подписал контракт с клубом Чемпионшипа ЮСЛ «Колорадо-Спрингс Суитчбакс». 28 апреля 2021 года он был назначен одним из двух вице-капитанов команды. За «Суитчбакс» дебютировал 1 мая 2021 года в матче против «Сан-Антонио». 8 сентября 2021 года в матче против «Реал Монаркс» забил свой первый гол за «Колорадо-Спрингс».
21 февраля 2022 года Торрес подписал контракт с клубом «Рио-Гранде Валли Торос». Дебютировал за «Рио-Гранде Валли» 28 мая 2022 года в дерби против «Сан-Антонио», выйдя на замену на 63-й минуте.

## Международная карьера
Торрес, гражданин двух государств, мог выбирать, за какую из сборных ему выступать. Обе федерации, и США, и Мексики, прослеживали выступления Торреса в «Пачуке». В 2008 году Торрес был приглашён Пётром Новаком в состав молодёжной сборной США на Олимпийские игры, однако футболист отклонил приглашение, после обещания «Пачуки» поставить его в стартовый состав команды. Торрес ждал приглашения от сборной Мексики, однако главный тренер команды, Уго Санчес, не вызывал Торрес в состав сборной, также Торрес не призывался и заменившим Санчеса, Свеном-Ёраном Эрикссоном.
Несмотря на отказ поехать на Олимпиаду, «Пачука» регулярно получала приглашения от сборной США, желавшей видеть Торреса в своём составе. 2 октября 2008 года Торрес заявил о желании выступать за Соединённые Штаты, после чего был призван Бобом Брэдли, главным тренером американцев, в состав команды. Это событие вызвало бурную полемику в мексиканских СМИ; генеральный секретарь мексиканской федерации футбола заявил, что «Торрес не имеет сердца», выбрав США, однако сам футболист сказал, что он стал играть за сборную Соединённых Штатов из-за того, что руководство сборной Мексики не проявляло интереса к игроку.
11 октября 2008 года Торрес дебютировал в составе сборной США в матче со сборной Кубы, выйдя на замену вместо Хита Пирса на 68-й минуте встречи. В следующем матче, с Тринидадом и Тобаго, проходившем через 4 дня после дебютной игры, Торрес вышел в стартовом составе команды. В 2009 году Торрес поехал в составе сборной на Кубок конфедераций, где американцы заняли второе место, однако на поле не выходил. Принимал участие в чемпионате мира 2010. Был включён в состав сборной на Золотой кубок КОНКАКАФ 2013.

## Достижения
Командные
 «Пачука»
- Чемпион Мексики: клаусура 2007
- Победитель Лиги чемпионов КОНКАКАФ: 2007, 2008, 2009/10
- Обладатель Южноамериканского кубка: 2006

 «УАНЛ Тигрес»
- Чемпион Мексики: Апертура 2015, Апертура 2016, Апертура 2017
- Обладатель Кубка Мексики: клаусура 2014
- Чемпион чемпионов: 2016, 2017

 сборная США
- Обладатель Золотого кубка КОНКАКАФ: 2013